# Jasper Haest
Jasper Haest (28 april 1999) is een Nederlands wielrenner die anno 2022 rijdt voor VolkerWessels Cycling Team.

## Carrière
Als junior nam Haest deel aan onder meer de Ronde van Vlaanderen en Gent-Wevelgem. In 2020 eindigde hij op plek 22 in de wegwedstrijd op het Nederlands kampioenschap bij de beloften. Een jaar later werd hij veertiende.
In 2022 maakte Haest de overstap van WV De Jonge Renner naar VolkerWessels Cycling Team. In september van dat jaar won hij de vierde etappe in de Ronde van Slowakije: na samen met ploeggenoot Peter Schulting weg te zijn gereden uit de kopgroep, kwamen zij samen over de finish. Hij won tevens het puntenklassement.

## Overwinningen
2025
Wielerronde van Hoogerheide
2022
4e etappe Ronde van Slowakije
 Puntenklassement Ronde van Slowakije

## Ploegen
- 2022 –  VolkerWessels Cycling Team